# Giulio Contarini (vescovo)
Giulio Contarini (1519 – 9 agosto 1575) è stato un vescovo cattolico italiano.

## Biografia
Nacque probabilmente nel 1519, figlio naturale di Federico Contarini del ramo residente alla Madonna dell'Orto.
Dopo la morte del nonno Alvise, le sorti della famiglia erano passate al padre che fu così al fianco dello zio Gasparo Contarini mentre questi percorreva una brillante carriera ecclesiastica; è morto nel 1535, proprio mentre accompagnava il fratello a Roma per ricevere il cardinalato. Questo episodio fu di certo alla base delle attenzioni che Gasparo ebbe per il nipote, favorendone l'inserimento tra gli alti prelati visto che il suo stato di bastardo gli precludeva la vita politica in patria.
L'11 settembre 1542 fu eletto vescovo di Belluno.
Nel 1568 fondò a Belluno il seminario vescovile.
Morì il 9 agosto 1575.